# کشورهای شیعه‌نشین
شیعه یکی از مذاهب اسلامی است. واژه شیعه شکل مختصر «شیعه علی» یعنی پیرو یا حزب علی بن ابی‌طالب، است. شیعیان ۱۰ تا ۱۳ درصد از جمعیت مسلمانان جهان و ۳۸ درصد از جمعیت مسلمانان خاورمیانه را تشکیل می‌دهند.

بیشتر شیعیان دوازده‌امامی در هند، ایران، عراق، جمهوری آذربایجان، لبنان، افغانستان، پاکستان و کشورهای حاشیه خلیج فارس مانند یمن و بحرین زندگی می‌کنند.